# Aivars Lazdenieks
Aivars Lazdenieks (født 26. februar 1954 i Skrunda, Sovjetunionen, død 20. august 2023) var en lettisk roer.
Lazdenieks vandt sølv i dobbeltfirer for Sovjetunionen ved OL 1976 i Montreal. Bådens øvrige besætning var Jevgenij Dulejev, Jurij Jakimov og Vytautas Butkus. Den sovjetiske båd blev i finalen besejret af Østtyskland, mens Tjekkoslovakiet tog bronzemedaljerne.
Lazdenieks vandt desuden en VM-bronzemdalje i dobbeltfirer ved VM 1975 i Storbritannien.

## OL-medaljer
- 1976:  Sølv i dobbeltfirer